# バターナッツ・スクワッシュ

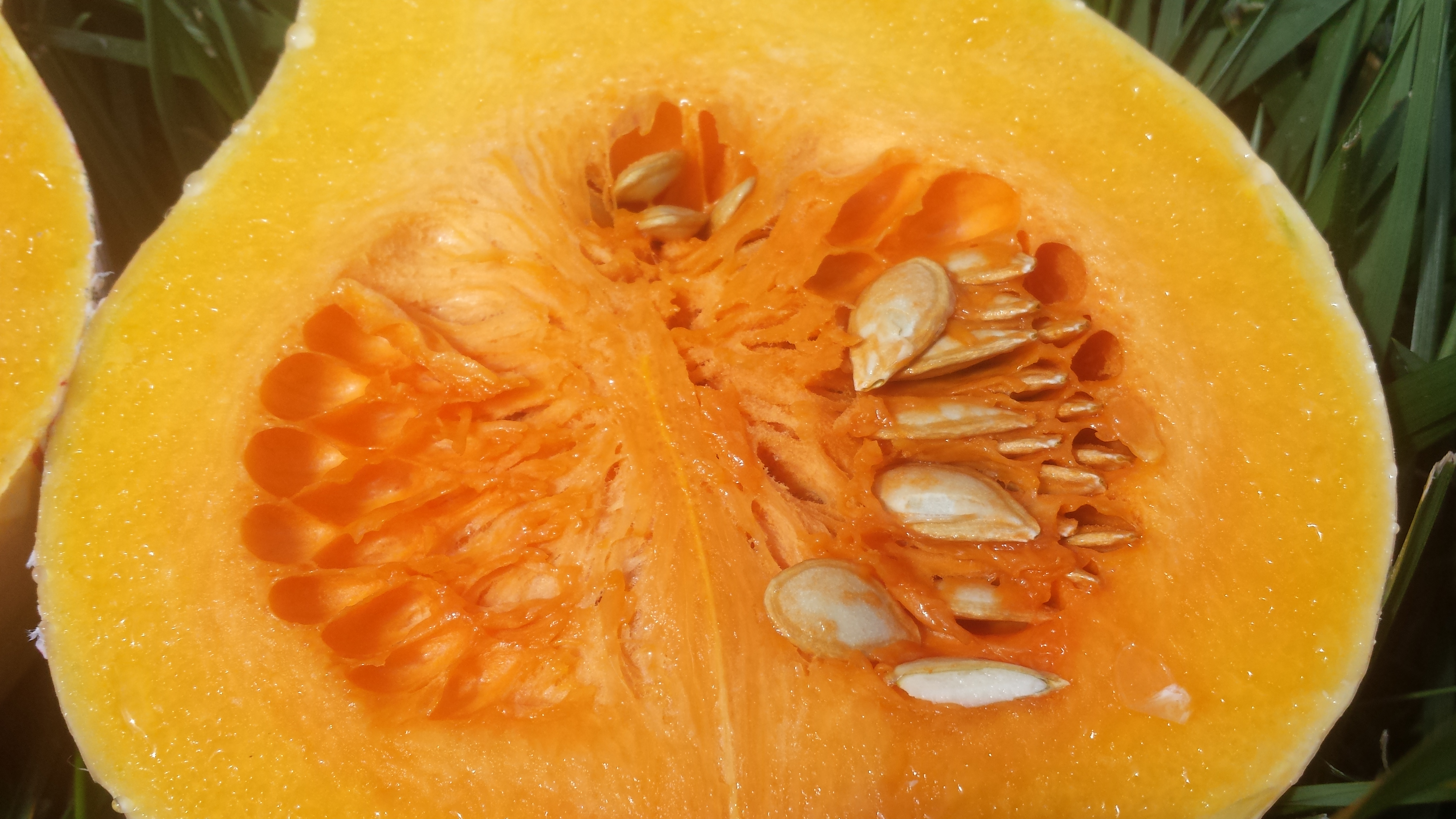
バターナッツ・スクワッシュの断面。

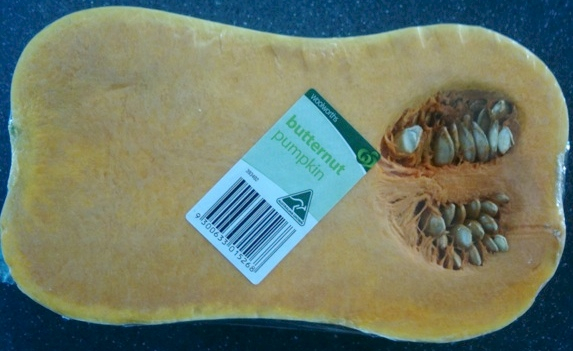
「バターナッツ・パンプキン」（オーストラリア英語）。

バターナッツ・スクワッシュ（英: butternut squash、豪・新: butternut pumpkin/gramma）とは、つるになるカボチャの一種。ニホンカボチャ（学名: Cucurbita moschata）の品種の一つである。熟した実を秋に収穫する「冬カボチャ」（winter squash）に分類される。
ひょうたん型の実は重さが500グラムから1キログラムで、黄褐色の果皮と汁気のある果肉を持つ。上部はやや水っぽく、膨れた下部に種が入っている。一般のカボチャ同様、甘味とナッツの風味がある。繊維質が少なく、ねっとりした食感に特徴がある。熟すと次第にオレンジ色が深くなり、甘味が増して濃厚な味になる。食物繊維、ビタミンC、マンガン、マグネシウム、カリウムなどの栄養素を含み、ビタミンAとビタミンEは特に豊富である。
食材とするのは果実だが、野菜として調理される。調理法としては、ロースト（オーブン焼き）やソテー、カリカリに炙る、ピュレにしてスープに用いるなどがある。マッシュしたものをキャセロールに入れたりパンやマフィンの生地に混ぜることもある。

## 歴史
バターナッツの中でもっとも普及している変種、ウォルサム・バターナッツはマサチューセッツ州ウォルサムにあるウォルサム試験場においてロバート・ヤングが作出したとされる。しかし、ドロシー・レゲットが主張するところでは、その夫チャールズが1940年代にマサチューセッツ州ストウでウォルサム・バターナッツを作り出し、ウォルサム試験場の研究者に伝えたのだという。ドロシーによれば、チャールズはグースネック・スクワッシュとハバード・スクワッシュを掛け合わせて新しい品種を作り、「バターのように滑らかで、ナッツのように甘い」ことから名をつけた。

## 利用
オーブン焼きはバターナッツ・スクワッシュの調理法として代表的なものである。果実を長軸に沿って二つに割り、油を塗るか水で濡らした断面を下にしてクッキングシートに置き、柔らかくなるまで45分ほどオーブンで焼く。焼きあがったものは様々な料理に用いられる。
果皮や果梗、種はふつう食用とせず、料理の前に取り除いておく。ただし、種は生でも焼いても食べることができる。果皮は加熱すると柔らかくなって食べられる。

### オーストラリア
オーストラリアではパンプキン（pumpkin）の一種とみなされており、ほかの種類のパンプキンと同じように使われる。

### 南アフリカ
バターナッツ・スクワッシュは南アフリカ共和国でも一般的に食べられており、スープにしたり丸ごとグリルで焼いたりする例が多い。グリル焼きにする場合、ナツメグとシナモンなどのスパイスを振ったり、中に詰め物（ほうれん草とフェタチーズなど）をしてからホイルに包んで焼く。グリル焼きは「ブラーイス」（バーベキュー）の付け合わせとされ、スープは前菜にされる。